# Liothyrella fosteri
Liothyrella fosteri är en armfotingsart som beskrevs av Cooper 1982. Liothyrella fosteri ingår i släktet Liothyrella och familjen Terebratulidae. Inga underarter finns listade i Catalogue of Life.